# CURCC Montevideo
Central Uruguay Railway Cricket Club, powszechnie znany jako CURCC – urugwajski klub sportowy z siedzibą w Montevideo.

## Historia
CURCC założony został 28 września 1891 na skutek decyzji podjętej przez brytyjską kompanię kolejową w Urugwaju, pragnącą mieć własny klub sportowy. Barwy klubu wywodziły się od znaków kolejowych.
Klub miał wiele istotnych osiągnięć w latach 90. XIX wieku oraz w pierwszej dekadzie XX wieku. Co do dalszych losów klubu istnieją poważne rozbieżności. Jedni twierdzą, że CURCC zaniknął około 1915. Faktem jest, że sekcja krykieta zakończyła wtedy swą działalność. Inna wersja mówi, że klub w 1913 zmienił swą nazwę na CA Peñarol.

## Osiągnięcia
- Mistrz Urugwaju (5): 1900, 1901, 1905, 1907, 1911
- Copa de Honor (Cousenier): 1909, 1911